# SEASON IN THE SUN -夏草の誘い-
「SEASON IN THE SUN -夏草の誘い-」（シーズン・イン・ザ・サン なつくさのいざない）は、佐野元春の通算22作目のシングル。1986年7月21日にEPIC・ソニー / M's Factoryから発売された。

## 概要
1986年発足した自らのレーベル「M's Factory」第2弾シングル。
前作「STRANGE DAYS -奇妙な日々-」同様に、LPレコードの見開きジャケット仕様を模したもの特別装丁となっている。
「STRANGE DAYS -奇妙な日々-」は、アルバム『Café Bohemia』の先行シングル。
カップリング曲「LOOKING FOR A FIGHT -ひとりぼっちの反乱-」は1985年の片岡鶴太郎への提供曲のセルフカバーで、1990年に発売されたベスト・アルバム『Moto Singles 1980-1989』にリミックスバージョンが収録されている。

## 収録曲
- 全作詞・作曲・編曲：佐野元春

1. SEASON IN THE SUN -夏草の誘い
2. LOOKING FOR A FIGHT -ひとりぼっちの反乱-